# Stygiopontius brevispina
Stygiopontius brevispina is een eenoogkreeftjessoort uit de familie van de Dirivultidae. De wetenschappelijke naam van de soort is voor het eerst geldig gepubliceerd in 1991 door Humes.